# ديمتريوس هاريس
ديمتريوس هاريس (بالإنجليزية: Demetrius Harris)‏ (29 يوليو 1991 في الولايات المتحدة - ) هو لاعب كرة قدم أمريكية ولاعب كرة سلة أمريكي في مركز طرف ضيق ‏. لعب مع كانساس سيتي تشيفس.

## وصلات خارجية
- ديمتريوس هاريس على موقع كلية كرة السلة في سبورتس رفرنس.كوم (الإنجليزية)
- ديمتريوس هاريس على موقع مرجع كرة القدم المحترفة.كوم (الإنجليزية)